# Cteniloricaria
Cteniloricaria (Ктенилорікарія) — рід риб триби Harttiini з підродини Loricariinae родини Лорікарієві ряду сомоподібні. Має 3 види. Наукова назва походить від грецького слова kteis (kronos), тобто «гребінець», та латинського слова lorica — «панцир зі шкіри».

## Опис
Загальна довжина представників цього роду коливається від 17 до 20 см. Голова витягнута, вкрита невеличкими кістковими пластинками. Морда конусоподібна. Очі опуклі, помірно великі. Тулуб товстий. Спинний плавець подовжений, низький, нагадує гребінець. Верхня частина та боки вкриті кістковими пластинками. Грудні та черевні плавці витягнуті, трохи широкі. Жировий плавець відсутній. Анальний плавець помірно довгий. Хвостове стебло вузьке. Хвостовий плавець звужений, з вирізом.
Забарвлення коричневе з різними відтінками. Мають контрастні темні плями по всьому тілу.

## Спосіб життя
Це демерсальні риби. Воліють до прісних водойм. Зустрічаються в дрібних струмках з піщаним дном й відсутністю рослинності. Активні у присмерку та вночі. Живляться детритом і перифітоном.

## Розповсюдження
Мешкають у басейнах річок Мароні і Ояпок.

## Види
- Cteniloricaria maculata
- Cteniloricaria napova
- Cteniloricaria platystoma